# Derambila ansorgei
Derambila ansorgei là một loài bướm đêm trong họ Geometridae.